# مايكل فينوس (تنس)
مايكل فينوس (بالإنجليزية: Michael Venus)‏ مواليد 16 أكتوبر 1987 في أوكلاند، هو لاعب كرة مضرب نيوزلندي بدأ مسيرته كمحترف سنة 2006 يلعب باليد اليمنى ويحتل حالياً المرتبة رقم. 841 (29 فبراير 2016) في تصنيف رابطة محترفي كرة المضرب. أعلى تصنيف له في الفردي كان المركز الـ 274 في سنة 2011.

## روابط خارجية
- مايكل فينوس على موقع رابطة محترفي التنس (الإنجليزية)
- مايكل فينوس على موقع الاتحاد الدولي لكرة المضرب (الإنجليزية)
- مايكل فينوس على موقع كأس ديفيز (الإنجليزية)
- مايكل فينوس على موقع خلاصة التنس.كوم (الإنجليزية)
- مايكل فينوس على موقع إي إس بي إن.كوم (الإنجليزية)
- مايكل فينوس على موقع أوليمبيديا (الإنجليزية)
- مايكل فينوس على موقع اللجنة الأولمبية النيوزيلندية (الإنجليزية)

الصفحة الخاصة باللاعب مايكل فينوس (تنس) في موقع رابطة محترفي كرة المضرب.